# Museu de la Pau de Corea del Nord
El Museu de la pau de Corea del Nord (en coreà: 조선민주주의인민공화국 평화박물관) està a l'edifici construït per allotjar la signatura de l'acord d'Armistici de la Guerra de Corea el 27 de juliol de 1953. Està situat en l'antic poble de Panmunjeom (P'anmunjŏm) al nord de la província de Hwanghae, en el país asiàtic de Corea del Nord.
Es troba a aproximadament a 1,2 km a l'oest de l'Àrea de Seguretat Conjunta (JSA), a la meitat nord de la Zona desmilitaritzada de Corea. L'edifici és tot el que queda de l'antiga vila, i des de mitjan 1950, les referències a Panmunjom en realitat es refereixen a l'Àrea de Seguretat Conjunta en si mateixa.